# Søren Skov
Søren Skov (ur. 21 lutego 1954 w Nyborgu) – duński piłkarz występujący na pozycji napastnika.

## Kariera klubowa
Skov karierę rozpoczynał w 1972 roku w trzecioligowym zespole Nyborg G&IF. W 1975 roku został graczem drugoligowego Odense BK. Spędził tam sezon 1975, a potem odszedł do niemieckiego drugoligowca, FC St. Pauli. W 2. Bundeslidze zadebiutował 21 grudnia 1975 w przegranym 0:2 meczu z SG Wattenscheid 09. Zawodnikiem St. Pauli Skov był do końca sezonu 1976/1977.
W 1977 roku przeszedł do belgijskiego Cercle Brugge. W sezonie 1977/1978 spadł z nim z pierwszej ligi do drugiej. W kolejnym awansował jednak z powrotem do pierwszej. W Cercle występował przez pięć sezonów. W 1982 roku przeniósł się do włoskiego US Avellino. W Serie A zadebiutował 12 września 1982 w przegranym 1:4 spotkaniu z Torino FC. W Avellino spędził sezon 1982/1983, podczas którego zajął z zespołem 9. miejsce w Serie A.
W 1983 roku Skov odszedł do niemieckiej Herthy BSC, grającej w 2. Bundeslidze. Grał tam przez dwa sezony. Następnie występował w zespołach drugiej ligi szwajcarskiej - FC Winterthur, FC Biel/Bienne oraz ÉS Malley Lausanne. W 1988 roku zakończył karierę.

## Kariera reprezentacyjna
W reprezentacji Danii Skov zadebiutował 5 maja 1982 w zremisowanym 1:1 meczu Mistrzostw Nordyckich ze Szwecją. W drużynie narodowej rozegrał 3 spotkania, wszystkie w 1982 roku.